# Thulin G
Thulin G – szwedzki wodnosamolot rozpoznawczy, zbudowany w 1917 roku w wytwórni lotniczej AB Thulinverken w Landskronie. Wyprodukowano krótką serię pięciu maszyn, które służyły w lotnictwie morskim Svenska marinen do 1922 roku. Ulepszonym następcą modelu Thulin G był wyposażony w inny napęd wodnosamolot Thulin GA.

## Historia
Kiedy w 1915 roku lotnictwo morskie Svenska marinen uznało używane ówcześnie francuskie wodnosamoloty Farman HF.23 za przestarzałe, wydział marynarki odpowiadający za lotnictwo morskie (Marinens Flygväsende) wystosował do różnych producentów zapotrzebowanie na pozyskanie pięciu dużych i czterech mniejszych maszyn. Do przetargu przystąpiła wytwórnia lotnicza AB Thulinverken z siedzibą w Landskronie, która zaoferowała jednopłatowe modele Thulin B i Thulin D w kategorii lżejszych wodnosamolotów oraz bazujące konstrukcyjnie na niemieckim Albatrosie B.II cięższe maszyny, mające otrzymać napęd w postaci silników Mercedes D.III o mocy 160 KM. O ile zamówienie na lżejsze wodnosamoloty trafiło do innego wykonawcy, 19 stycznia 1916 roku przedstawiciele Marinens Flygväsende i AB Thulinverken podpisali kontrakt na dostawę pięciu egzemplarzy modelu nazwanego Thulin G. Według zawartej w dokumencie ogólnej specyfikacji technicznej maszyny miały rozwijać prędkość maksymalną co najmniej 100 km/h, mieć sześciogodzinną długotrwałość lotu i charakteryzować się prędkością wznoszenia nie gorszą niż 20 minut na wysokość 800 metrów. Samoloty miały być wyposażone w radiostację, uzbrojone w karabin maszynowy i miały przenosić bomby o wagomiarze 10 i 60 kg. Pierwszy egzemplarz miał zostać dostarczony po czterech miesiącach od podpisania kontraktu, a następnie co miesiąc dostarczany miał być jeden samolot.
Produkcja samolotów została opóźniona ze względu na problemy z pozyskaniem jednostek napędowych z ogarniętych wojną Niemiec. Silników Mercedesa ostatecznie nie dostarczono wcale, oferując w zamian nieco słabsze jednostki Benz Bz.III o mocy 150 KM. Zgoda na eksport silników została uzyskana od Niemców dopiero 16 grudnia 1916 roku, a faktycznie dostarczone zostały wiosną 1917 roku. W rezultacie pierwszy egzemplarz Thulin G został ukończony 10 lipca 1917 roku, wykonując następnego dnia pierwszy lot. Pierwsze loty, choć obiecujące, wykazały nie najlepsze właściwości lotne i słabą stabilność w locie, co usiłowano poprawić poprzez odchylenie skrzydła o 2° i powiększenie rozmiarów usterzenia. Po wyposażeniu samolotów w radiostację i karabin maszynowy, górne skrzydło musiało zostać cofnięte o siedem centymetrów, aby zachować środek ciężkości. Rozwinięciem konstrukcji Thulin G był wyposażony w inny napęd model Thulin GA.

## Użycie

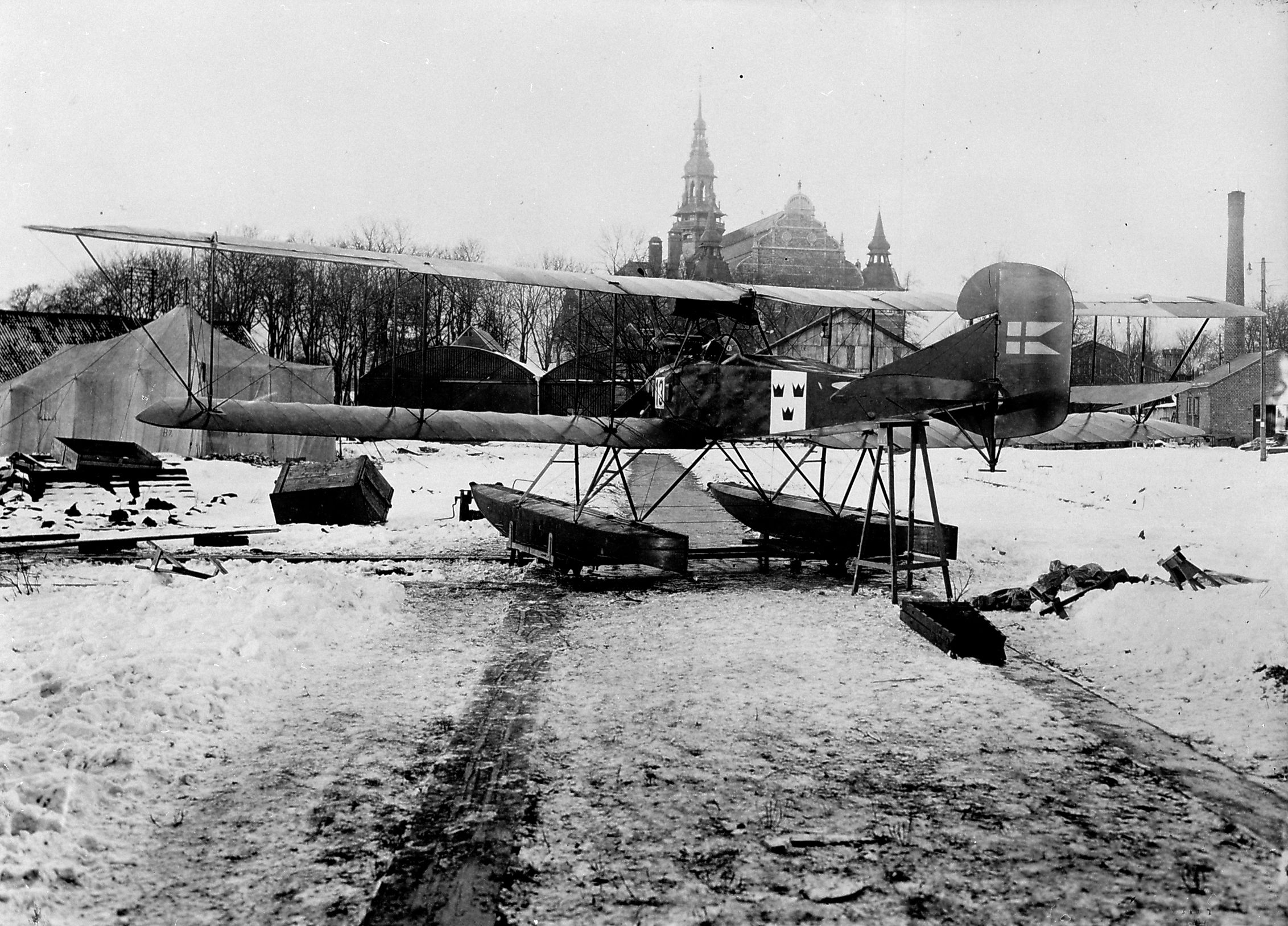
Thulin G nr 13 na terenie stoczni marynarki Galärvarvet w Sztokholmie w 1921 roku

W sierpniu 1917 roku marynarka otrzymała pierwsze dwa egzemplarze Thulin G, dwa kolejne zostały przekazane we wrześniu, a ostatni – piąty – producent dostarczył w październiku. Maszyny otrzymały numery od 11 do 15 i były intensywnie używane do prowadzenia rozpoznania morskiego. 15 lipca 1918 roku nieopodal Lysekil utracono z nieznanych przyczyn samolot o numerze 11 i nigdy nie odnaleziono członków załogi, którą tworzyli Fritz Netzler i Fredrik Thålin. 19 lipca 1920 roku w wyniku wypadku skasowano maszynę o numerze 12, a w nocy z 5 na 6 sierpnia 1921 roku uległ zniszczeniu w pożarze trzeci Thulin G, oznaczony numerem 14. Pozostałe dwa egzemplarze wycofano ze służby w styczniu 1922 roku.

## Opis konstrukcji i dane techniczne
Thulin G był wodnosamolotem pływakowym w układzie dwupłatu. Długość samolotu wynosiła 9,4 metra, a jego wysokość 4 metry. Rozpiętość skrzydeł wynosiła 17,2 metra, a powierzchnia nośna 52 m². Masa własna samolotu wynosiła 1340 kg, zaś masa całkowita (startowa) 1538 kg. Napęd stanowił chłodzony cieczą 6-cylindrowy silnik rzędowy Benz Bz.III o mocy 112 kW (150 KM). Prędkość maksymalna wynosiła 118 km/h. Uzbrojenie stanowił pojedynczy karabin maszynowy kalibru 8 mm.

## Egzemplarze muzealne
Jedyny zachowany egzemplarz samolotu Thulin G o numerze 15 po wycofaniu z eksploatacji trafił początkowo do Muzeum Morskiego (Sjöhistoriska museet) w Sztokholmie, a od 1997 roku eksponowany jest we Flygvapenmuseum w Malmslätt.